# Oultches
Cet article concerne le peuple oultche. Pour la langue oultche, voir Oultche.
Les Oultches (russe : ульчи, ольчи ; auto-désignation : нани, nani) sont un peuple indigène de l’Extrême-Orient russe parlant une langue toungouse, l'Oultche. Plus de 90 % des Oultches vivent dans le raïon Oultche du Kraï de Khabarovsk, Russie. Selon le recensement de 2002, plus de 2 913 oultches vivent en Russie ; il y en avait 3 173 lors du recensement de 1989, mais 2 494 ont été enregistrés lors du recensement de 1979 et 2 410 lors du recensement de 1970.
Anthropologiquement aucun groupe ethnique n'existe clairement. Certains d'entre eux appartiennent au groupe Sakhalin-Amur, comme les Nivkhes.

## Paléogénétique
Une étude de paléogénétique portant sur le génome de deux chasseurs-cueilleurs de Devil’s Gate, un site de grotte du Néolithique ancien (datant de ~ 7 700 ans) situé à la frontière entre la Russie et la Corée a montré que ces deux individus sont génétiquement les plus similaires aux populations modernes proches géographiquement du bassin de l'Amour, parlant toutes des langues toungouses et, en particulier, aux Oultches. La similitude avec les populations modernes voisines et les faibles niveaux de matériel génétique supplémentaire chez les Oultches impliquent un niveau élevé de continuité génétique dans cette région.